# Parque nacional de Loagan Bunut
El Parque nacional de Loagan Bunut (en malayo: Taman Negara Loagan Bunut) es un parque nacional situado a 130 km de Miri, Sarawak, en el país asiático de Malasia, específicamente en la isla de Borneo. El parque debe su nombre al cercano lago Loagan Bunut, que está conectado a Sungai Bunut (Sungai es la palabra malaya para río),  Sungai Baram y Sungai Tinjar. Este parque ocupa una superficie de 100 kilómetros cuadrados y es conocido por su rica biodiversidad y su ecosistema acuático único.
El parque nacional fue declarado el 1 de enero de 1990 y se abrió al público el 29 de agosto de 1991.